# Пегливанян, Андрей Артурович
Андрей Артурович Пегливанян (6 января 2004, Адлер) — российский боксёр. Чемпион России 2023 года, серебряный призёр чемпионата России 2024 года. Мастер спорта России международного класса (2024).

## Биография
Андрей Пегливанян родился 6 января 2004 года в Адлере, Краснодарский край. Воспитанник отделения бокса МБУ ДО СШОР № 3 города Сочи. Боксом начал заниматься с девятилетнего возраста. В 2023 году стал победителем Первенства России по боксу среди молодёжи в весовой категории до 54 кг.
На чемпионате России 2023 года в Хабаровске в весе до 54 кг стал чемпионом. В решающем бою взял верх над Максимом Кузнецовым.
На чемпионате России 2024 года в Иркутске вышел в финал в весовой категории до 57 кг, где уступил Эдуарду Саввину.

## Спортивные достижения
| Год  | Соревнование     | Место |
| ---- | ---------------- | ----- |
| 2023 | Чемпионат России | 1     |
| 2024 | Кубок России     | 3     |
| 2024 | Чемпионат России | 2     |
| 2025 | Кубок России     | 2     |